# Дом-музей Джалила Мамедкулизаде (Нахичевань)
Дом-музей Джалила Мамедкулизаде (азерб. Cəlil Məmmədquluzadənin ev-muzeyi ) — мемориальный музей известного азербайджанского журналиста, просветителя, писателя-сатирика Джалила Мамедкулизаде. Музей расположен в городе Нахичевань на улице Идриса Мамедова.

## Общие сведения
Музей открыт в доме, где родился, провёл детские годы Джалил Мамедкулизаде. Дом построен в восточном стиле в конце XIX века.
Здание музея является историко-архитектурным памятником XIX века.
Распоряжение о создании музея было принято 19 июня 1998 года. Открытие Музея состоялось 13 октября 1999 года. В открытии музея участвовал Гейдар Алиев.

## Экспозиция
В музее представлены экспонаты отражающие жизнь и творчество писателя. В музее экспонируются личные вещи Джалила Мамедкулизаде и его семьи, в том числе исторические документы, относящиеся к современникам писателя, его классические произведения и личная библиотека.